# Фигель, Ян
Ян Фигель (словац. Ján Figeľ; род. 20 января 1960 года, Вранов-над-Топлёу, Чехословакия) — словацкий и европейский политик, председатель партии Христианско-демократическое движение, в 2004—2009 — европейский комиссар по вопросам образования и культуры. В 2010—2012 годах — министр транспорта, почт и коммуникаций Словакии.
В 1983 году окончил Технический университет в Кошице, работал инженером в Прешове. В 1990 году вступил в Христианско-демократическое движение, в 1992 году стал депутатом словацкого парламента. Работал в комитете по внешней политике, был членом словацкой делегации в Совете Европы. В 2004 году, после вступления Словакии в Евросоюз, был выдвинут на пост европейского комиссара по вопросам предпринимательства и промышленности, однако находился на этом посту до формирования нового состава Еврокомиссии во главе с Жозе Мануэлом Баррозу, где Фигель получил должность европейского комиссара по вопросам образования и культуры (до 2007 года в его компетенцию также входили вопросы многоязычия).
В правительстве Иветы Радичовой занимал пост министра транспорта, почт и коммуникаций Словакии.